# Liste von Terroranschlägen in Venezuela
Die Liste von Terroranschlägen in Venezuela beinhaltet eine Übersicht über in Venezuela verübte Terroranschläge.

## Erläuterung
In der Spalte Politische Ausrichtung ist die politische bzw. weltanschauliche Einordnung der Täter angegeben: faschistisch, rassistisch, nationalistisch, nationalsozialistisch, sozialistisch, kommunistisch, antiimperialistisch, islamistisch (schiitisch, sunnitisch, deobandisch, salafistisch, wahhabitisch), hinduistisch. Bei vorrangig auf staatliche Unabhängigkeit oder Autonomie zielender Ausrichtung ist autonomistisch vorangestellt, gefolgt von der Region oder der Volksgruppe und ggf. weiteren Merkmalen der Täter: armenisch, irisch (katholisch), kurdisch, tirolisch, tschetschenisch, dagestanisch, punjabisch (sikhistisch), palästinensisch.
Die Opferzahlen der Anschläge werden farbig dargestellt:

Die Zahl bei den Anschlägen getöteter/verletzter Täter ist in Klammern ( ) gesetzt.

## Liste
| Datum/Beginn       | Stadt                  | Bundesstaat      | Artikel/Quelle(n) | Täter                  | Politische Ausrichtung                                        | Mittel                                            | Ziel                          | Tote   | Verletzte | Hintergrund                       |
| ------------------ | ---------------------- | ---------------- | ----------------- | ---------------------- | ------------------------------------------------------------- | ------------------------------------------------- | ----------------------------- | ------ | --------- | --------------------------------- |
| 04. Oktober 1982   |                        | Anzoátegui       | [ 1 ]             | Red Flag               | kommunistisch, marxistisch-leninistisch, anti-revisionistisch | Automatische Schusswaffe(n)                       | Militäreinheit                | 26     | 0         |                                   |
| 12. August 1995    | Barquisimeto           | Lara             | [ 2 ]             |                        |                                                               | Tränengas                                         | Veranstaltung                 | 0      | 28        |                                   |
| 08. Juli 2016      | Guanare                | Portuguesa       | [ 3 ]             |                        |                                                               | Granaten                                          | Polizeihauptquartier          | 1 (+1) | 25        | Proteste in Venezuela seit 2014   |
| 04. August 2016    | Maracay                | Aragua           | [ 4 ]             |                        |                                                               | 2 Sprengsätze                                     | Gefängnis                     | 5      | 30        | Proteste in Venezuela seit 2014   |
| 14. September 2016 | San Juan de los Morros | Guárico          | [ 5 ]             |                        |                                                               | Granate                                           | Gefängnis                     | 1      | 22        | Proteste in Venezuela seit 2014   |
| 06. Juli 2017      | Caracas                | Distrito Capital | [ 6 ]             | Regierungsunterstützer |                                                               | Feuerwerkskörper, Pistolen, Rohre, Stöcke, Steine | Parlamentsgebäude, Journalist | 0      | 20+       | Proteste in Venezuela seit 2014   |
| 08. Mai 2018       |                        | Bolívar          | [ 7 ] [ 8 ]       | ELN                    | marxistisch-leninistisch                                      | Schusswaffen                                      | Minenarbeiter                 | 20     | 8         | Bewaffneter Konflikt in Kolumbien |
| 17. Mai 2018       |                        | Bolívar          | [ 9 ]             | ELN                    | marxistisch-leninistisch                                      | Schusswaffen                                      | Minen                         | 6      | 20        | Bewaffneter Konflikt in Kolumbien |
| 24. Oktober 2018   | Upata                  | Bolívar          | [ 10 ]            | Chavistas              | chavistisch                                                   | Knüppel, Steine                                   | Aktivisten                    | 0      | 20        | Proteste in Venezuela seit 2014   |